# José Melgoza Osorio
José Melgoza Osorio (* 17. Februar 1912 in Coalcomán, Michoacán, Mexiko; † 4. September 2007 in Villa de Álvarez, Colima, Mexiko) war ein römisch-katholischer Geistlicher und Bischof von Nezahualcóyotl.

## Leben
José Melgoza Osorio empfing dort am 7. Dezember 1938 die Priesterweihe.
Am 18. Mai 1970 wurde er von Papst Paul VI. zum Bischof von Ciudad Valles ernannt. Die Bischofsweihe spendete ihm Emilio Abascal y Salmerón, Erzbischof von Jalapa, am 29. Juni 1970; Mitkonsekratoren waren Alfonso Sánchez Tinoco, Bischof von Papantla, und Manuel Pío López Estrada, Alterzbischof von Jalapa.
Papst Johannes Paul II. ernannte ihn am 5. Februar 1979 zum ersten Bischof des Bistums Nezahualcóyotl.
Am 15. März 1989 nahm Papst Johannes Paul II. das altersbedingte Rücktrittsgesuch von José Melgoza Osorio an.